# 信妃
信妃（1783年—1822年），劉佳氏。原為漢軍鑲白旗人，後改為蒙古鑲白旗。她是三等輕車都尉兼江寧將軍本智之女，清朝嘉慶帝之妃。

## 生平
信妃出生于乾隆四十八年（1783年）三月二十五日。
嘉慶三年（1798年），在外八旗選秀中被指定為內廷主位，初赐号为信贵人。根據內務府《鴻稱通用》的記載，「信」字的滿文為意思為「可信賴的」。同年三月已入宮。
嘉庆十三年（1808年）四月二十一日，因嘉庆帝得皇长孙而诏晋為信嫔。同年十一月十一日，行册封礼，册封諴妃刘佳氏为諴贵妃、吉嫔王氏为庄妃、信贵人刘佳氏为信嫔。信嫔初居钟粹宫，嘉慶十六年莊妃去世後遷居延禧宫。
嘉慶二十年正月，信嬪病重，然而當時正值齋戒之期，嘉慶帝下旨如果信嬪去世，則在二月初五日遞奏白本，而武備院卿雙慶則代替總管內務府大臣辦理信嬪的喪儀。
嘉庆二十五年（1820年）十二月，新继位的道光帝尊封先帝信嫔为皇考信妃。道光二年（1822年）十月十三日，信妃逝世。道光三年二月十九日奉移清西陵，二月二十六日奉安昌陵妃园寝。

## 家族
- 六世祖：劉麟圖，原為明朝山海關副將，順治元年投降大清，入鑲白旗漢軍，任義州副將，以軍功封三等男。劉麟圖後裔上書朝廷，說劉麟圖原本是蒙古人，只是在明朝境內做官才用漢姓，於是朝廷批准其家族改入鑲白旗蒙古旗分。

- 五世祖：鈎塞，襲三等男。

- 高祖父：金樑，降襲三等輕車都尉。

- 曾祖父：保住，襲三等輕車都尉。

- 祖父：德昌，襲三等輕車都尉。

- 父：本智，襲三等輕車都尉，曾任理藩院侍郎、江寧將軍、都統等職。

- 兄弟：承惠，曾任刑部員外郎。

## 影视作品
- 電視劇

| 年份 | 劇名     | 演員   | 剧中姓名  | 劇中稱謂 |
| 2007 | 嘉慶皇帝 | 張慶春 |           | 信貴人   |
| 2011 | 萬凰之王 | 江美儀 | 劉佳·馥馨 | 信太妃   |